# Platypalpus nigricolor
Platypalpus nigricolor är en tvåvingeart som beskrevs av Merz och Chvala 1998. Platypalpus nigricolor ingår i släktet Platypalpus och familjen puckeldansflugor. Inga underarter finns listade i Catalogue of Life.